# クロフネツツジ
クロフネツツジ（黒船躑躅、学名: Rhododendron schlippenbachii）は、ツツジ科ツツジ属の落葉低木。別名、カラツツジ。ツツジの中でも大柄で淡い桃色の花をつけるのが特徴。中国名は、大字杜鵑。

## 特徴
大輪の花を咲かせ、「ツツジの女王」と呼ばれることもある。「黒船」の名がついているが、日本へは朝鮮から渡来したとされる。学名の種小名 schlippenbachii は、朝鮮の植物を集めたドイツのシュリッペンバッハ提督に由来する。
高さは1 - 4.5メートル (m) になり、若い枝に腺毛が生える。葉は明るい緑色で、5枚ほどが枝先に集まって輪生状につく。葉柄は2 - 4ミリメートル (mm) 、葉身は長さ4.5 - 7.5センチメートル (cm) 、幅2.5 - 4.5 cmになり、倒卵形または広倒卵形になる。葉の裏面の葉脈に腺毛が生える。秋には赤胴色に紅葉する。
花期は4 - 5月。葉の展開後すぐに、枝先の1個の花芽に3 - 6個の花を散形状につける。花冠は淡い桃色または白色の漏斗形で、花冠上方の3弁には赤茶色の斑点がある。雄蘂は10本ある。
大抵のツツジは挿し木で殖やすことができるが、本種は挿し木で殖やすことが難しく、種子から育てられる。

## 分布
中国東北部、ロシア極東部および朝鮮半島に自生する。日本には江戸時代初期の1668年に朝鮮半島から渡来したとされており、栽培されている。対馬にもあったという説もあるが、定かではない。

## 類似種との関係
同じ地域に分布するチンダルレ（カラムラサキツツジ）に形が似るが、本種の葉には毒性があるという。
韓国においては「チョルチュク（철쭉）」と呼ばれ、江原特別自治道、光州広域市、議政府市など多くの自治体でその自治体を象徴する花として制定されている。一方で、韓国以上に北朝鮮において親しまれているカラムラサキツツジを象徴の花としている自治体は少ない。